# Velma Dunn
Velma Dunn (Monrovia (California), Estados Unidos, 9 de octubre de 1918-Whittier (California), 8 de mayo de 2007) fue una clavadista o saltadora de trampolín estadounidense especializada en plataforma de 10 metros, donde consiguió ser subcampeona olímpica en 1936.

## Carrera deportiva
En los Juegos Olímpicos de 1936 celebrados en Berlín (Alemania) ganó la medalla de plata en los saltos desde la plataforma de 10 metros, con una puntuación de 33 puntos, tras su compatriota Dorothy Poynton-Hill y por delante de la alemana Käthe Köhler.